# Sein erstes Kind
Sein erstes Kind ist ein kurzes deutsches Stummfilm-Lustspiel von 1915 mit Harry Liedtke und Manny Ziener in den Hauptrollen.

## Handlung
Der junge Angestellte und Ehemann Krause muss gerade an demjenigen Tag ins Büro fahren, als seine hochschwangere Frau beider erstes, gemeinsames Kind entbinden soll. Krauses kesse Schwester, eine stets zu lustigen Einfällen aufgelegte Frohnatur, wird von ihm beauftragt, ihn sofort anzurufen, wenn das Kind zur Welt kommen solle. Tatsächlich klingelt bald der Apparat in Krauses Büro: Krause sei stolzer Vater von Zwillingen geworden, sagt die Schwester. Und damit seine Stimmung richtig aufgehellt wird, hält sie mutmaßlich den Hörer ganz nah an die Neugeborenen, die laut in den Hörer schreien.
Krause eilt in Gesellschaft seiner Kollegen nach Hause, um die beiden Babys in Augenschein zu nehmen. Doch dort weiß man von nichts, vor dem Abend wird keine Niederkunft erwartet. Das Babygeschrei stellt sich als eine Idee von Krauses für ihre Streiche berüchtigte Schwester heraus, die die Stimmen durch den Hörer imitiert hatte. Wenig später erfolgt ein weiterer Anruf in Krauses Büro. Diesmal verkündet die Schwester die Geburt eines Knaben. Derart vorgewarnt, glaubt Krause nun nicht mehr an den Wahrheitsgehalt dieses Anrufs. Doch diesmal stimmt die frohe Kunde, und Krauses Schwester macht sofort ein Foto von dem Neugeborenen, lässt es entwickeln und schickt einen Abzug zu ihrem Bruder. Der hat nun allen Grund, das freudige Ereignis mit seinen Kollegen bei einem Glas Wein zu feiern.

## Produktionsnotizen
Sein erstes Kind entstand im Eiko-Film-Atelier in Berlin-Marienfelde. Der Einakter mit einer Länge von nur rund 300 Metern passierte im August 1915 die Filmzensur und wurde im Oktober desselben Jahres in den Kammerlichtspielen am Potsdamer Platz uraufgeführt.

## Kritik
„Ein allerliebstes kleines Lustspiel.“